# 小行星23578
小行星23578（23578 Baedeker）是一颗绕太阳运转的小行星，为主小行星带小行星。该小行星于1995年2月22日发现。

## 轨道参数
小行星23578的轨道半长轴为3.1177740 UA，离心率为0.148。